# More Than My Hometown
«More Than My Hometown»  — песня американского кантри-певца Моргана Уоллена, вышедшая 27 мая 2020 в качестве ведущего сингла с его второго студийного альбома  Dangerous: The Double Album. Сингл достиг второго места в кантри-чарте Hot Country Songs и 1-го места в американском хит-параде Billboard Country Airplay.

## История
Уоллен написал «More Than My Hometown» в соавторстве с Харди, Эрнестом К. Смитом и Райаном Войтесаком, а продюсером выступил Джоуи Мои. С лирической точки зрения песня повествует о любви в маленьком городке, а рассказчик повествует про отъезд из своего родного города, чтобы следовать мечтам своей девушки о большом городе («Возможно, это последний раз, когда я укладываю тебя, потому что я не могу любить тебя больше, чем свой родной город»).

## Музыкальное видео
Режиссером клипа выступил Джастин Клаф, премьера состоялась 24 августа 2020 года. Видео было снято в городе Эшленд, штат Теннесси и представляет собой мини-фильм о взаимоотношениях, разорванных другими жизненными устремлениями. В одной их основных ролей в клипе снялся Морган Уоллен, который изображает старшего брата одного из героев.

## Обложка
Фотография, использованная в качестве обложки сингла, была сделана при движении в южном направлении по шоссе 70 штата Теннесси (Tennessee Highway 70) к северу от Кайлс Форд, штат Теннесси. Один из городов, указанных на указателе шоссе на фотографии, Снидвилл, на самом деле является родным городом Моргана Уоллена.

## Чарты
| Чарт (2020—2021)                    | Высшая позиция |
| ----------------------------------- | -------------- |
| Австралия (Country Hot 50, TMN)     | 2              |
| Канада (Billboard Canadian Hot 100) | 22             |
| Канада (Billboard Country)          | 1              |
| США (Billboard Hot 100)             | 15             |
| США (Billboard Country Airplay)     | 1              |
| США (Billboard Hot Country Songs)   | 2              |
| США (Rolling Stone Top 100)         | 18             |

| Чарт (2020)                        | Позиция |
| ---------------------------------- | ------- |
| Канада (Canadian Hot 100)          | 88      |
| США (Billboard Hot 100)            | 96      |
| США (Country Airplay, Billboard)   | 50      |
| США (Hot Country Songs, Billboard) | 17      |

| Чарт (2021)                        | Позиция |
| ---------------------------------- | ------- |
| США (Hot Country Songs, Billboard) | 33      |

## Сертификации
| Регион                                                                      | Сертификация  | Продажи   |
| --------------------------------------------------------------------------- | ------------- | --------- |
| Канада (Music Canada)                                                       | 2× Платиновый | 160 000   |
| США (RIAA)                                                                  | 3× Платиновый | 3 000 000 |
| Данные о продажах + прослушиваниях приведены только на основе сертификации. |               |           |